# PGC 29969
LEDA/PGC 29969 ist eine leuchtschwache Galaxie im Sternbild Sextant am Südsternhimmel. Sie ist schätzungsweise 83 Millionen Lichtjahre von der Milchstraße entfernt und gilt als Mitglied der fünf Galaxien zählenden NGC 3169-Gruppe (LGG 192).